# Gymnostomum wageri
Gymnostomum wageri là một loài rêu trong họ Pottiaceae. Loài này được Schelpe mô tả khoa học đầu tiên năm 1979.
Danh pháp khoa học của loài này chưa được làm sáng tỏ. 